# My Runway
A My Runway (hangul:  마이 런웨이, Mai ronvej, RR: Mai reonwei) egy 2016-ban készült koreai web dráma-sorozat , a Minimon Media, és a C-Story  közös gyártású sorozata.
A sorozatban a T-ARA K-pop együttes egyik tagja, Pak Csijon  és Kisum hip-hop énekes, ,Hak Csin színész szerepel, és Kvon Gikjong volt a forgatókönyvírója a sorozatnak.

## Cselekmény
Han Szojon (Csijon) egy feltörekvő középiskolás diák aki modell szeretne lenni, de aggódik afelől, hogy a magassága miatt el lesz utasítva. 
Han Szojon és Csinuk (Dong-Ho), az egyik top férfi modell találkoznak egymással egy casting során, ahol Csinuk az egyik tagja a szavazóközösségnek.
A casting során Csinuk durván bánik Szojonnal mert azt gondolja, hogy túl alacsony ahhoz hogy modell lehessen, és  Szojon csalódottan távozik a castingról; ezután, a barátnője Nare (Kisum) elviszi őt egy karaoké bárba  hogy felvidítsa őt.
A véletlen folytán, Csinuk szintén a bárban van és a barátjának születésnapját ünnepli, aztán egy incidens során Csinuk és Szojon testet cserél, amiután megrázza őket az áram egy vihar során.
Ezután muszáj visszatérniük a testükbe és ezt úgy végrehajtani hogy ne füleljék le őket a barátaik.

## Epizódok
| No.      | Megjelenés dátuma | Cím |
| -------- | ----------------- | --- |
| Epizód 1 | 2016              | 하면되는게안라. 되면하는거. (I don't know if I can. What you can do./Nem tudom hogy lehet-e. Mit tudsz csinálni.) |
| Epizód 2 | 2016              | 하필이면너? 고맙게도너! (If I were you? Absolutely fine! / Ha én lennék te? Teljesen rendben van!)                |
| Epizód 3 | 2016              | 우리가 돌아갈 수 있을까? (Can we go back? / Visszatérhetünk a régi kerékvágásba?)                                 |
| Epizód 4 | 2016              | 그렇다면 우리 둘이 사귈 수밖에. (Then we'll have to go out together. / Tehát együtt kell randiznunk.)             |
| Epizód 5 | 2016              | 우리가 놓치고 있었던 운명의순간. (The moment of destiny that we were missing. / A sors pillanata, ami hiányzott.) |
| Epizód 6 | 2016              | 진파 일어날 지도 몰리. 기적. (I don't know what happened. Miracle. / Nem tudom mi történt. Csoda.)                |

## Fordítás
Ez a szócikk részben vagy egészben  a   My Runway című angol Wikipédia-szócikk ezen változatának fordításán alapul.  Az eredeti cikk szerkesztőit annak laptörténete sorolja fel. Ez a jelzés csupán a megfogalmazás eredetét és a szerzői jogokat jelzi, nem szolgál a cikkben szereplő információk forrásmegjelöléseként.